# ФК Свиленград (Свиленград)
ФК Свиленград (Свиленград) е български футболен отбор от град Свиленград, област Хасково. През сезон 2022/23 се състезава в ОФГ Хасково.

## История
Клубът е основан през 2004 година с президент Христо Минков и развива само ДЮШ под ръководството на треньора Никола Николов. През 2022 година Христо Минков се оттегля от управлението и се избира нов председател Христо Георгиев, като се създава и мъжки отбор, който се включва в ОФГ Хасково. Клубът започва и да развива школата от най малките деца Ф5 Ф7 Ф9 с треньори Анастас Попов, Петър Костадинов, Анастас Стефанов, Димитър Стефанов. Мъжкият клуб е воден от Христо Гуджев и Димитър Георгиев. През първия си сезон мъжкия отбор завършва на 4-то място.

## Сезони
| Сезон   | Група       | Място |
| ------- | ----------- | ----- |
| 2022/23 | ОФГ Хасково | 4/14  |